# Sanctuaire baleinier de l'océan Indien
 (août 2021).
Si vous disposez d'ouvrages ou d'articles de référence ou si vous connaissez des sites web de qualité traitant du thème abordé ici, merci de compléter l'article en donnant les références utiles à sa vérifiabilité et en les liant à la section « Notes et références ».
Le sanctuaire baleinier de l'océan Indien (en anglais : Indian Ocean Whale Sanctuary) est une aire marine protégée de l'océan Indien où la Commission baleinière internationale a banni toute type de chasse à la baleine commerciale.  C'est l'un des deux sanctuaires désigné par la commission, l'autre étant le sanctuaire baleinier de l'océan Austral.
Ce sanctuaire a été inauguré en 1979 à la suite de la proposition des îles Seychelles, afin de protéger les baleines dans leur lieu de reproduction. 
Son statut est révisé tous les dix ans (1989, 1992 et 2002). 

## Aire protégée
Le sanctuaire couvre un territoire délimité au sud par 55°S de latitude et à l'ouest à 20°E de longitude par l'Afrique et à l'est à 130°E de longitude par l'Australie. 